# حي المحدود
حي المحدود  يقع في شرق مدينة الهفوف في محافظة الأحساء، المنطقة الشرقية، المملكة العربية السعودية، انشئ في عهد الملك فهد بن عبد العزيز آل سعود في عام 1402 هجري، وقد وزعت أراضيه سابقا على ذوي الدخل المحدود؛ لذا سمي أيضا ( حد الدخل المحدود ). وتبلغ مساحته الإجمالية تقريبا 2662160 متر مربع، ويضم 2032 قطعة عقار، بمساحة 1403676 متر مربع. والجدير ذكره أن عدد المباني القائمة هو 1738، بمساحة 1032324 متر مربع. يحده من جهة الجنوب: مخطط الغويبة الزراعي، وشرقا: حي الصحافة، وشمالا: مزارع وخزان صويدرة لتوزيع المياه، وغربا: مخطط الشهابية. وقد أطلقت عليه أمانة الأحساء مؤخراً اسماً جديداً وهو (حي الملك فهد ).

## التقسيم اللإداري

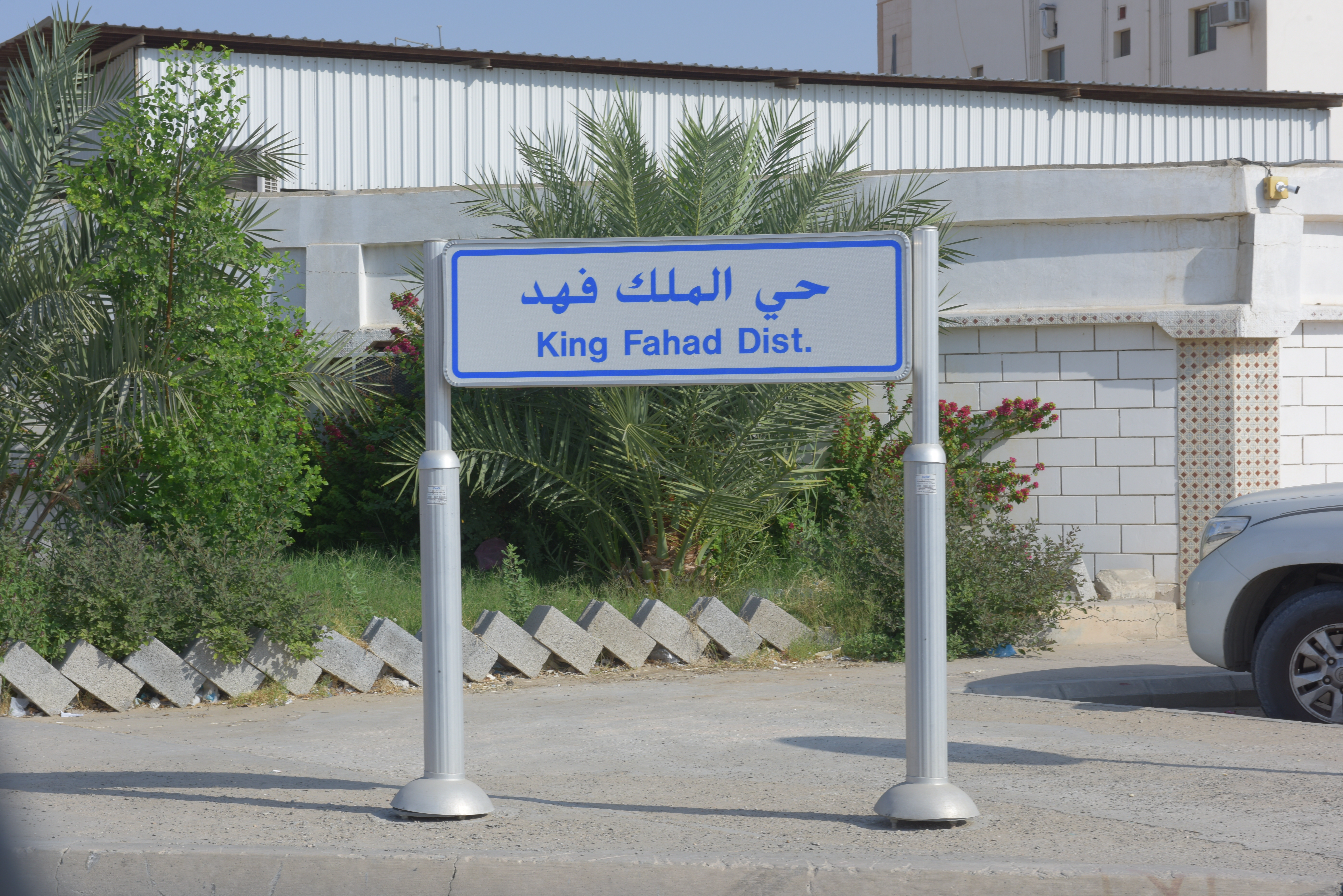
حي الملك فهد

وفيها أربع مناطق وهي: (منطقة - أ، منطقة - ب، منطقة - ج، منطقة - د). يربط بين الوحدات حزام دائري من الوحدة (منطقة - أ) إلى نهاية الوحدة (منطقة - د)، بشوارع محيطة للضلع الجنوبي شارع حمزة بن عبد المطلب، وللضلع الشرقي شارع سلمان الفارسي، وللضلع الشمالي شارع العقير، وللضلع الغربي شارع الشهابية.
وكانت أراضيه في بداية عهد الحي رخيصة جدا، حيث كان قيمة المتر المربع بمبلغ (100) ريال خلافا لما عليه الآن، حيث تعد أراضيه باهضة الثمن وسعر المتر المربع يتراوح بين (1400) ريال زيادة أو نقصان، إذ أصبح من الأحياء الكبيرة في محافظة الأحساء، بل صار مقصدا للسكن وموطنا لكثير من المواطنين وبالأخص موظفو شركة أرامكو السعودية، وموظفو الدوائر الحكومية، نظرا لمقومات الراحة وعناصر الجذب التي يملكها الحي، بدءاً بالموقع الجغرافي القريب من وسط المدينة، ومداخله المتعددة، والتخطيط المميز بشوارعه الفسيحة وتوفر كافة الخدمات التي يحتاجها المواطن من وجود المساجد وخدمات التعليم والصحة والفرق الرياضية والحدائق، بالإضافة إلى وجود محلات بيع المواد الغذائية والمطاعم والمقاهي والصيدليات ومحلات بيع اللحوم والخضار والفواكه ومحلات بيع المواد الصحية والكهربائية ومواد البناء وغيرها، مضافا إلى كل هذه الخدمات، هناك جانب إنساني ونسيج اجتماعي، ولحمة وطنية وتواصل أخوي وإيجابي ويعرف هذا الحي أن جميع سكانه على يدٍ واحدة في المناسبات السعيدة ويشاركون بعضهم بالأحزان والعزاء وكانهم عائلة واحدة بين أبناء الحي شيعة وسُنَّة، الأمر الذي جعل الحي أكثر جاذبية للسكن والعيش فيه، لذا أصبح مأهولا بالسكان حيث يقدر عدد سكانه ب (25000) نسمة حسب إحصائية مركز صحي حي الملك فهد التابع للشؤون الصحية بالأحساء.

مخطط حي الملك فهد

ويعد حي المحدود أفضل الاحياء تخطيطاً لشوارعها ويقال تم التخطيط من قبل شركة أرامكو السعودية، ومن أجمل مافي حي المحدود أنه يوماً بعد يوم في تحسن وتطور.

## مرافق

### الخدمات الصحية
يوجد بالمحدود مركز صحي حي الملك فهد الذي أنشئ عام 1402، بمساحة تقدر ب (2000) م2، ويقدم خدمات الرعاية الصحية للمراجعين الذين يقدر عددهم ب (25000) مواطن، من خلال العيادات التالية:

عيادة متابعة الأطفال، وعيادة طب الأسرة، وعيادة متابعة الحوامل، وعيادة الأسنان، بالإضافة إلى الخدمات المساندة للعيادات وهي: المختبر والأشعة والصيدلية وعيادة مكافحة التدخين، ويعتمد على برنامج الملف الإلكتروني الموحد من وزارة الصحة، وبرنامج وصفتي لصرف الأدوية عن طريق صيدلية الدواء.

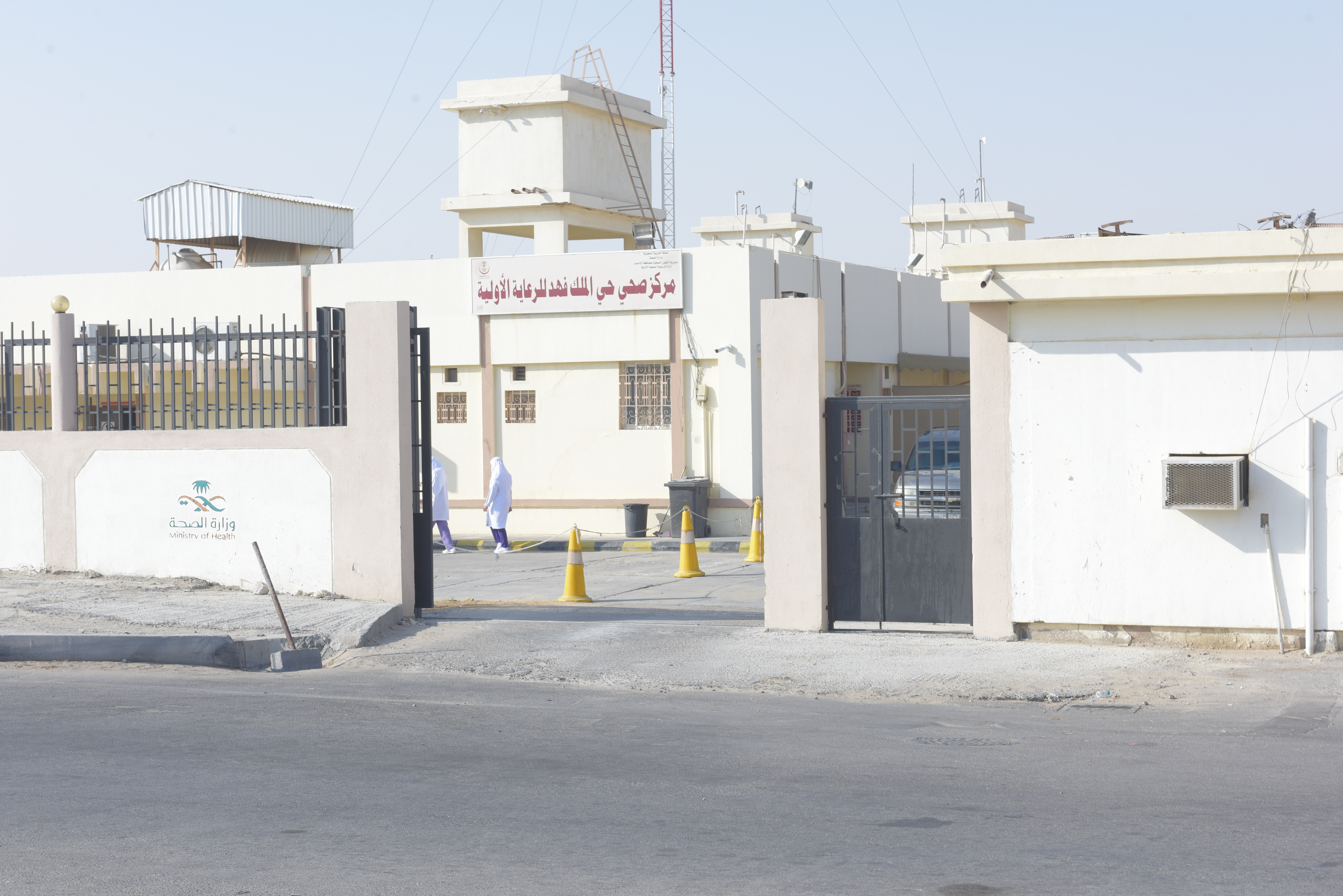
مركز صحي حي الملك فهد

وقد حقق المركز شهادة اعتماد الجودة للمنشآت الصحية (صباحي) عام 1438 هجرية.

### المساجد

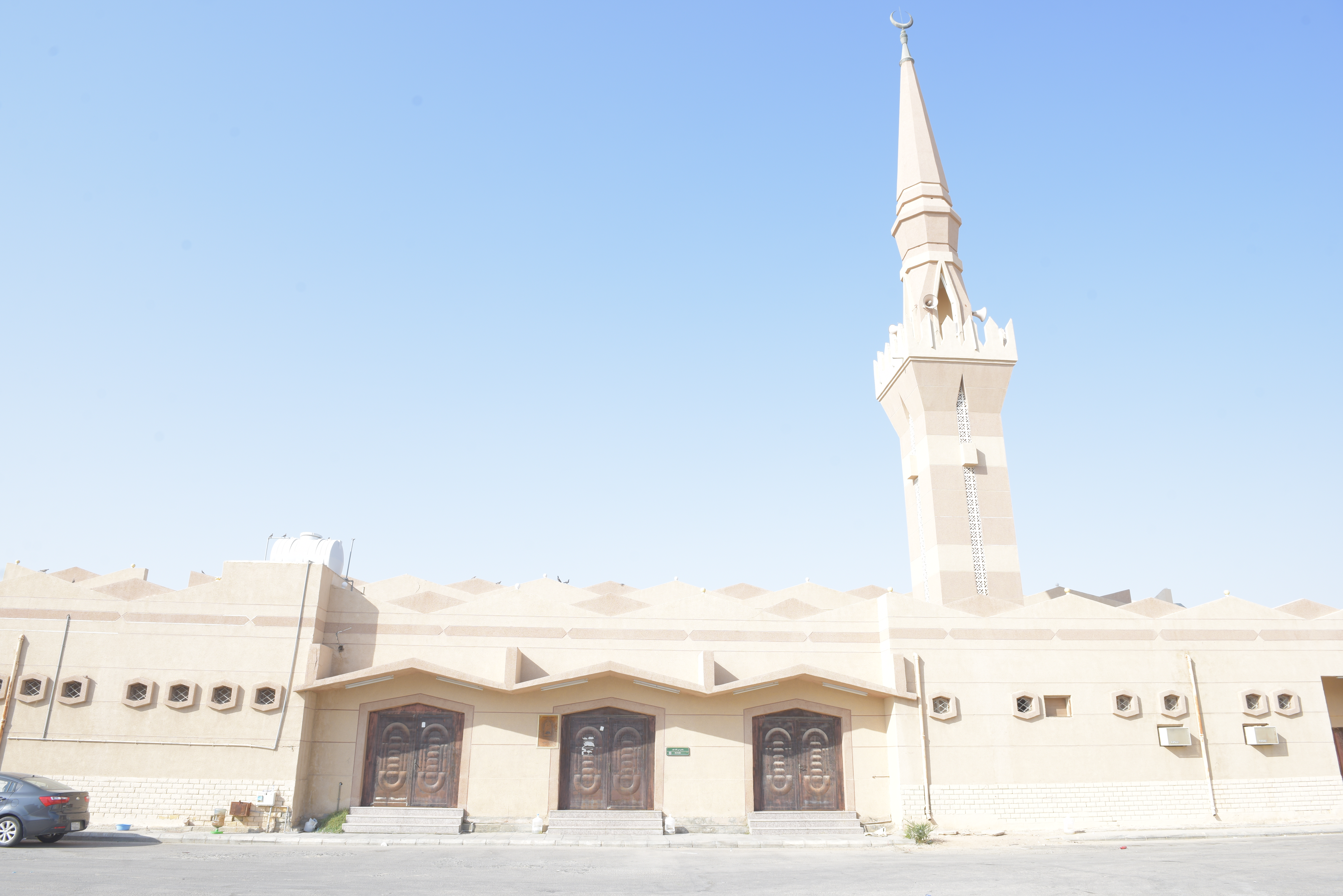
جامع حي الملك فهد

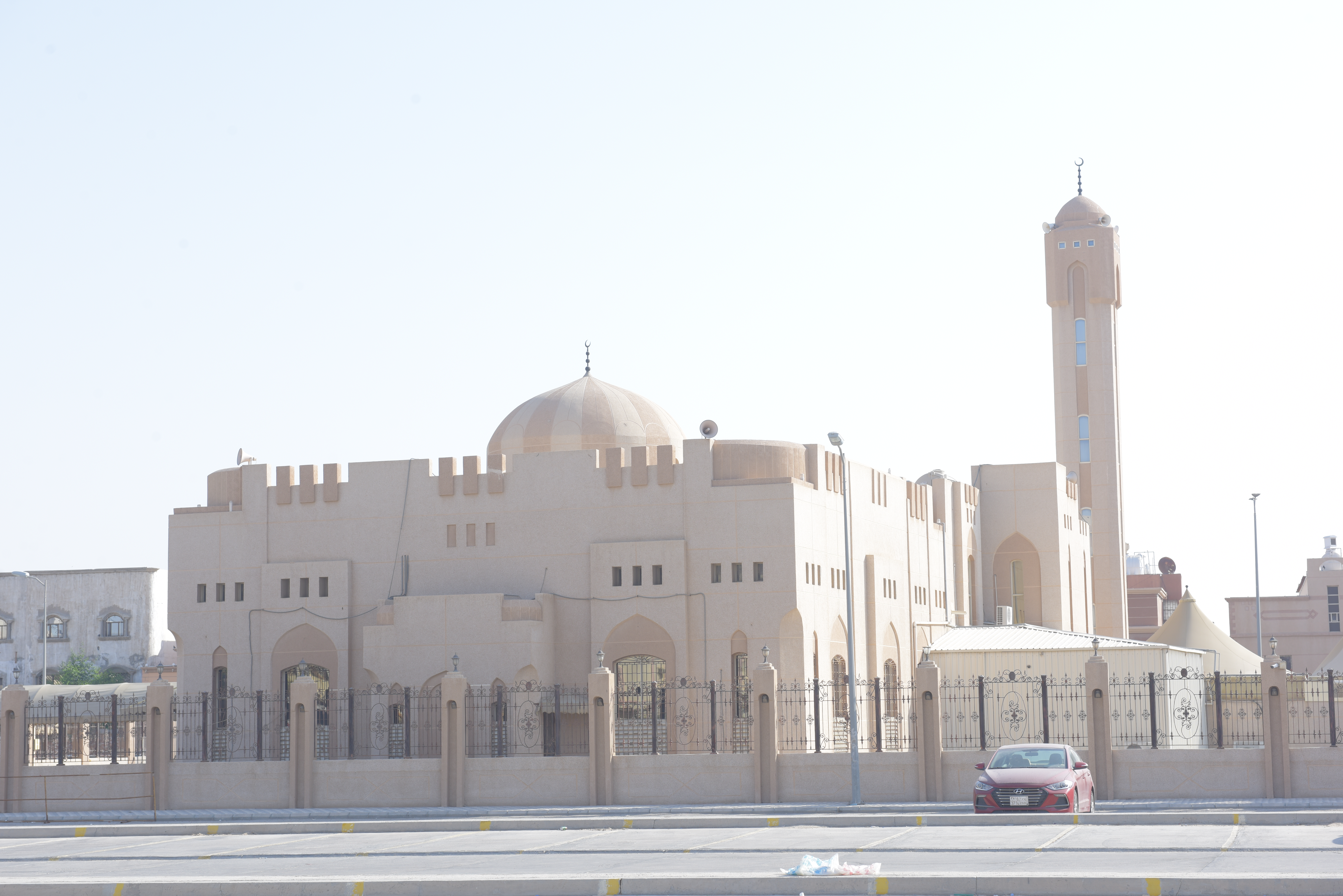
مسجد السبطين بالمحدود

يوجد في المحدود خمسة مساجد وهي:
1. مسجد السبطين
2. مسجد السجاد
3. مسجد جامع حي الملك فهد
4. مسجد أبو بكر الصديق
5. مسجد حي الملك فهدجامع حي الملك فهد

### المراكز الخيرية والتنموية
1. مركز حي الملك فهد التابع لجمعية البر بالأحساء:
تأسس مركز حي الملك فهد عام 2016 م، وهو تابع لـجمعية البر بالأحساء، بجهود ذاتية من أبناء الحي، ويقدم خدماته لأكثر من 400 أسرة بواقع 2000 مستفيد، ويخدم 14 حي مجاور لحي المحدود، ويعمل تحت رؤية التنمية وريادة العمل التطوعي بالأحساء، وفق برامج ومشاريع تسعى لرفع مستوى الأسر المستفيدة وتعمل على تحويلها من أسر مستفيدة إلى أسر داعمة ومتفاعلة، ويقدم مشاريعه الخيرية والتنموية مبنية على قيم العدالة والتعاون والشفافية والمصداقية، ومن مشاريعه: المؤونة الغذائية وكفالة الأسر المحرومة ومعونات الشتاء ومشروع كفالة الأيتام ومساعدة الإيجار ومساعدة الزواج ومشروع سداد فواتير الكهرباء وتأمين الأجهزة الكهربائية، ومشروع دعم الأسر المنتجة، ومشروع الرعاية التعليمية وإفطار صائم وزكاة الفطرة ومشروع العيدية ومشروع الأضاحي ومشروع حملة التبرع بالدم، ومبادرة حليب رضيع ومبادرة الأب الحنون والأم الحنونة، ومبادرة حاسوبي طريقي للتعلم.
2. مركز النشاط:

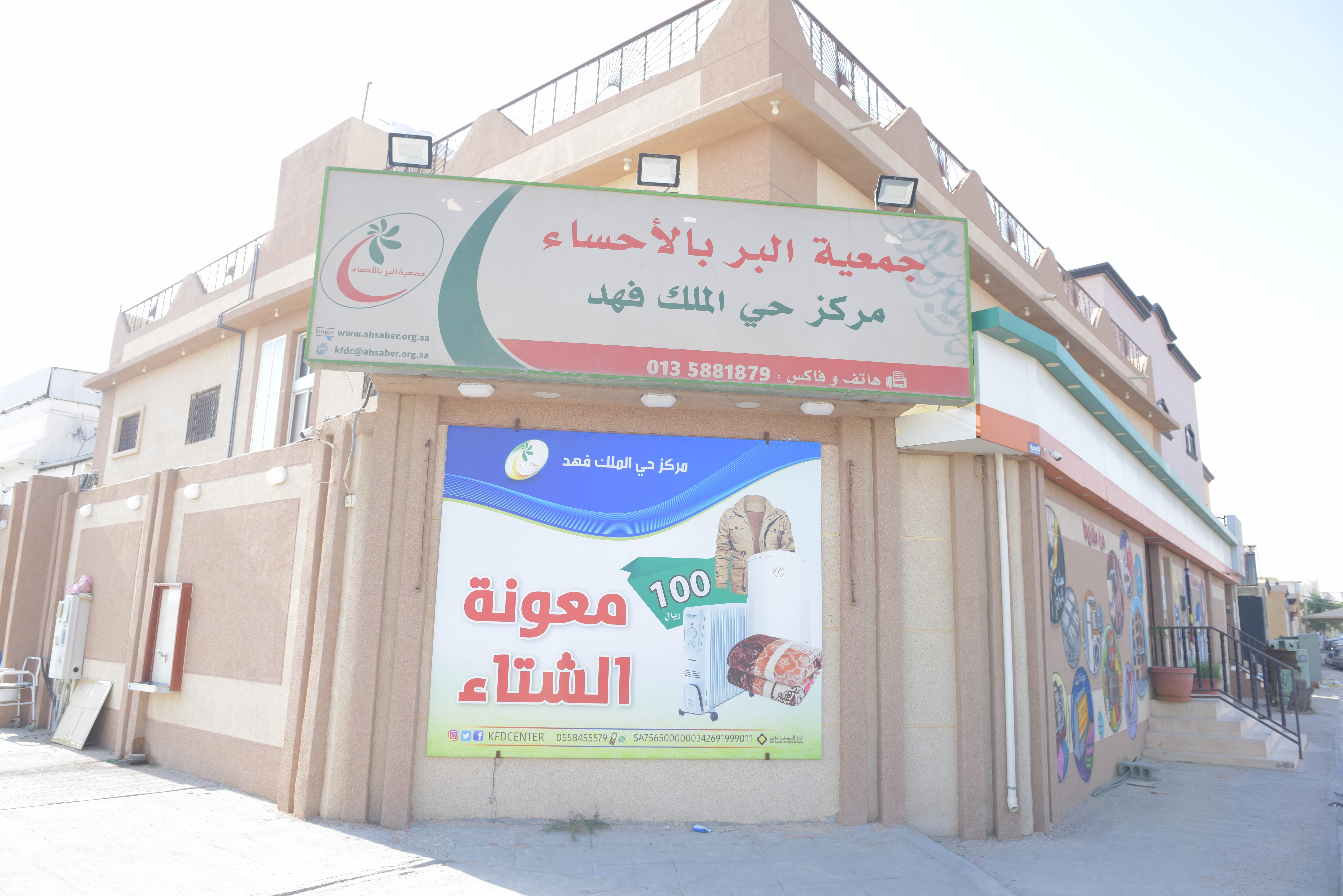
مركز حي الملك فهد التابع لجمعية البر بالأحساء

هو مركز تابع للجنة التنمية الاجتماعية بحي اليحيى والمسعودي، وهو تابع لمركز التنمية الاجتماعية بالأحساء، وتم تأسيسه بمطالبات حثيثة من مجموعة من رجال الحي، ويقيم هذا المركز المحاضرات التوعوية والتوجيهية لجميع شرائح المجتمع العمرية، والبرامج والدورات في اختبار القدرات واللغة الإنجليزية لطلاب المرحلة الابتدائية والمتوسطة والثانوية، برسوم رمزية، ومجانا بالنسبة للفقراء والأيتام، ويقدم خدماته للحي من خلال بعض اللجان التعليمية والرياضية والثقافية والخدمية والصحية.
وفي هذا المركز تم تكريم المعلم بمدرسة ثانوية عمير بن وهب بالمحدود، الأستاذ عبد المنعم بن علي العبد الله، المتميز على مستوى المملكة والفائز بجائزة وزارة التعليم عام 2018 م، والحاصل على جائزة مؤسسة الشيخ حمدان بن راشد آل مكتوم للأداء التعليمي المتميز على مستوى الخليج العربي في دورتها (21) عام 1439 هـ.
3. نادي حي الفهد:

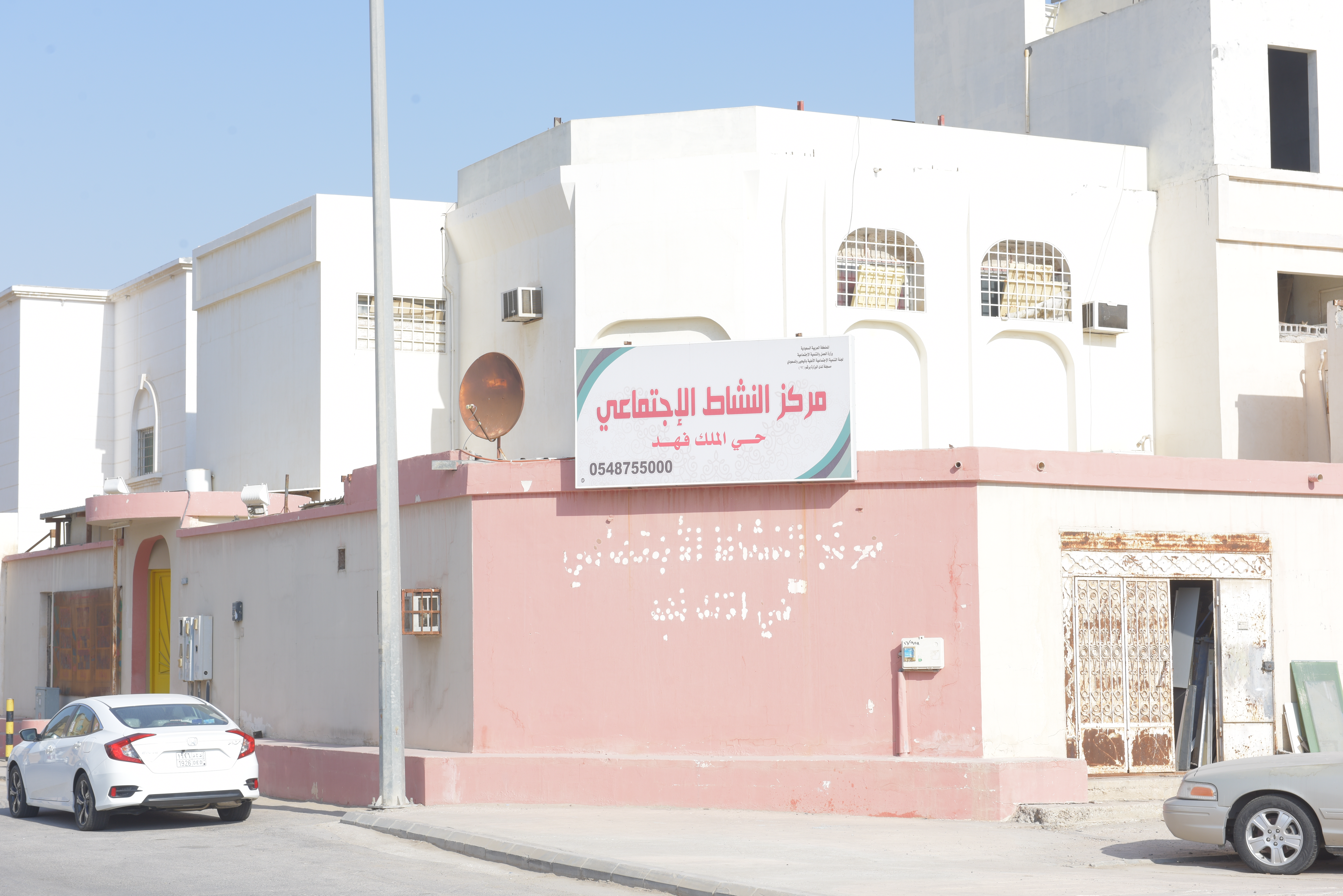
مركز النشاط الاجتماعي بالمحدود

نادي تابع لإدارة التعليم بالأحساء، تأسس عام 2019 م، ويقيم في مدرسة وادي طوى بالمحدود، ويشرف عليه قائد وأربعة مشرفون، ويقدم خدمات تعليمية وتثقيفية وترويحية واجتماعية لأبناء الحي، ولجميع الشرائح العمرية الذكور، في فترة المساء من أيام الدراسة وأيام إجازة الصيف؛ لاستثمار طاقات النشء والشباب؛ ولإكسابهم مهارات وبرامج تسهم في تعزيز قيمهم الإيجابية، ويعمل على إيجاد شراكات مجتمعية مع الجهات ذات العلاقة، تعود على المجتمع المحلي بالنفع والفائدة، ومن ضمن الشراكات التي عقدها، احتضان مبادرة فلنغرسها التي أطلقها الحي عام 1440 هـ؛ لزيادة الرقعة النباتية وتشجير منازل الحي وشوارعه ومرافقه، كما احتضن مشروع حملة التبرع بالدم بعنوان (دمك.. قطرات ندى) عام 2019 م والتي أقامها مركز حي الملك فهد التابع لـجمعية البر بالأحساء، بالشراكة مع الشؤون الصحية بمحافظة الأحساء، وقد احتضن النادي 1500 عضوا من مختلف الهوايات والميول.
4. نادي الجيل الرياضي:

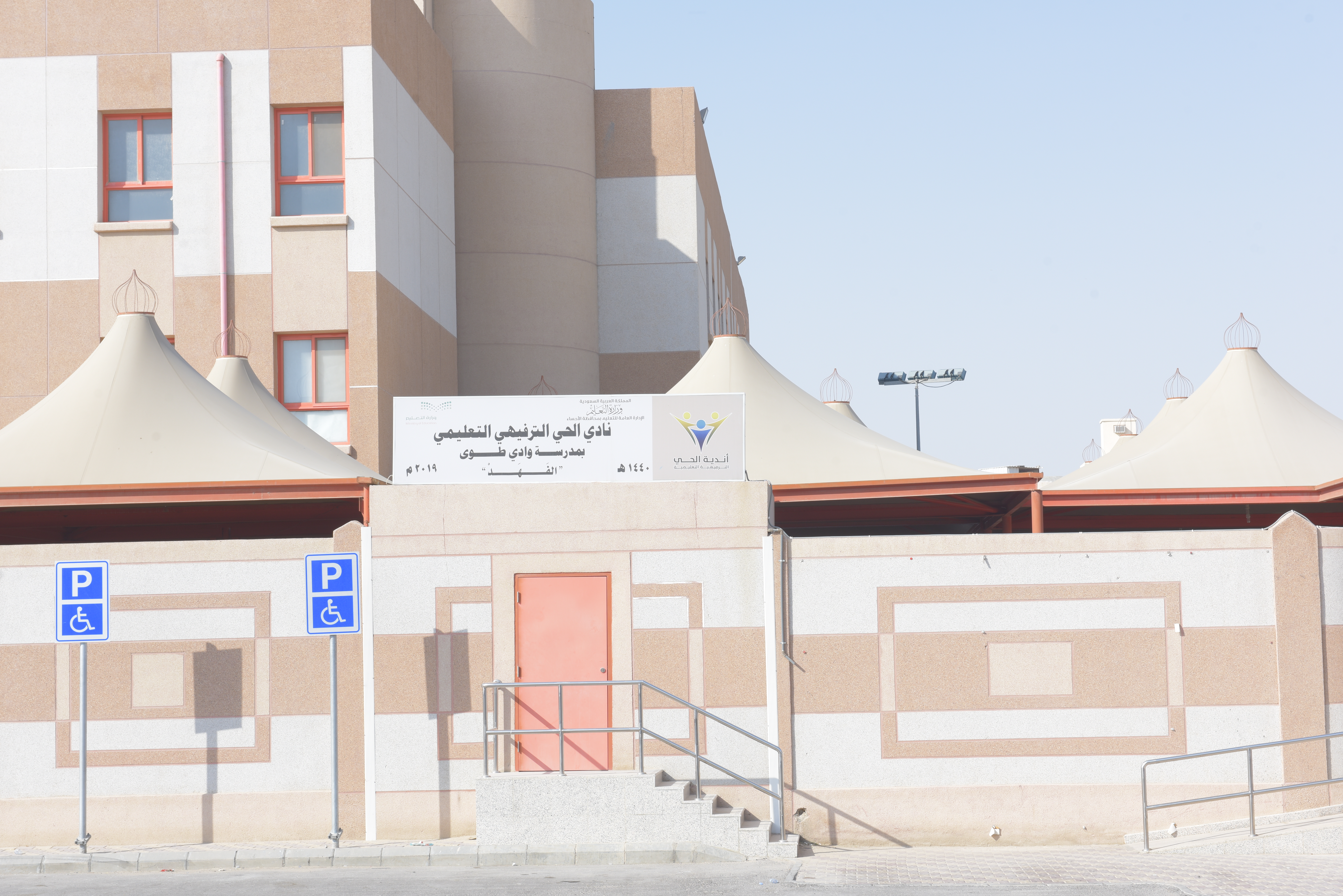
نادي حي الفهد

تأسس نادي الجيل في عام 1976 وهومن أندية الدرجة الأولى وتابع لوزارة الرياضة، ومن أبرز إنجازاته:
1. جميع درجات لعبة كرة اليد في الدوري الممتاز.
2. الصعود بفريق كرة القدم لدوري الرجة الأولى من عام 2015 م.

أبرز لاعبيه:

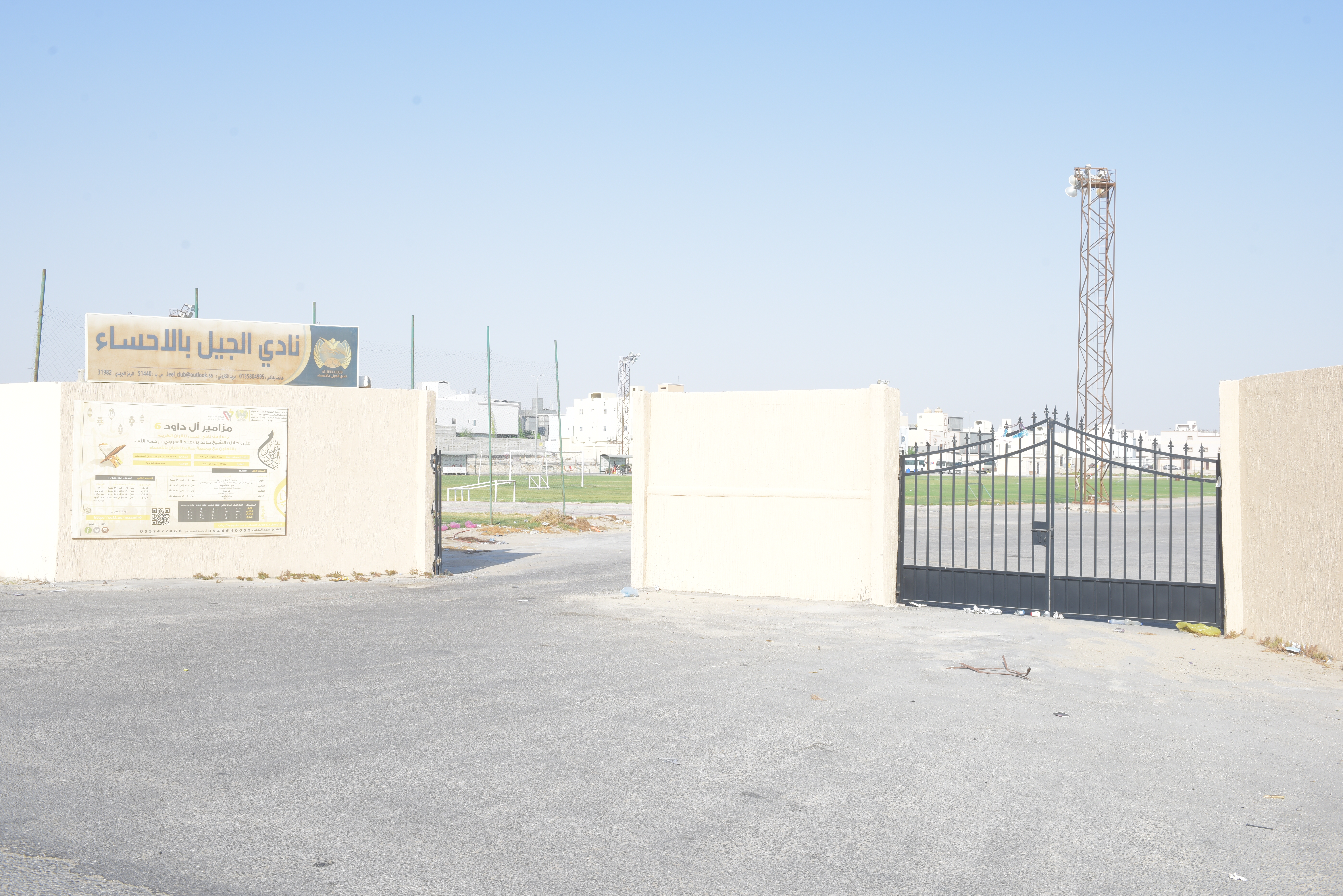
نادي الجيل بالاحساء

1. مرشد العتيبي: الجيل – الهلال – المنتخب السعودي
2. محمد السعيد: الجيل – الاتفاق
3. عادل المويجد: الجيل – الهلال
4. محمد الجمعان: الجيل – الاتحاد
5. عبد العزيز الكلثم: الجيل – الهلال
6. عبد الرحيم الخميس: الجيل – المنتخب السعودي للناشئين
7. عبد الرحمن الهارون: الجيل – المنتخب السعودي للناشئين

5. فرق الحواري:

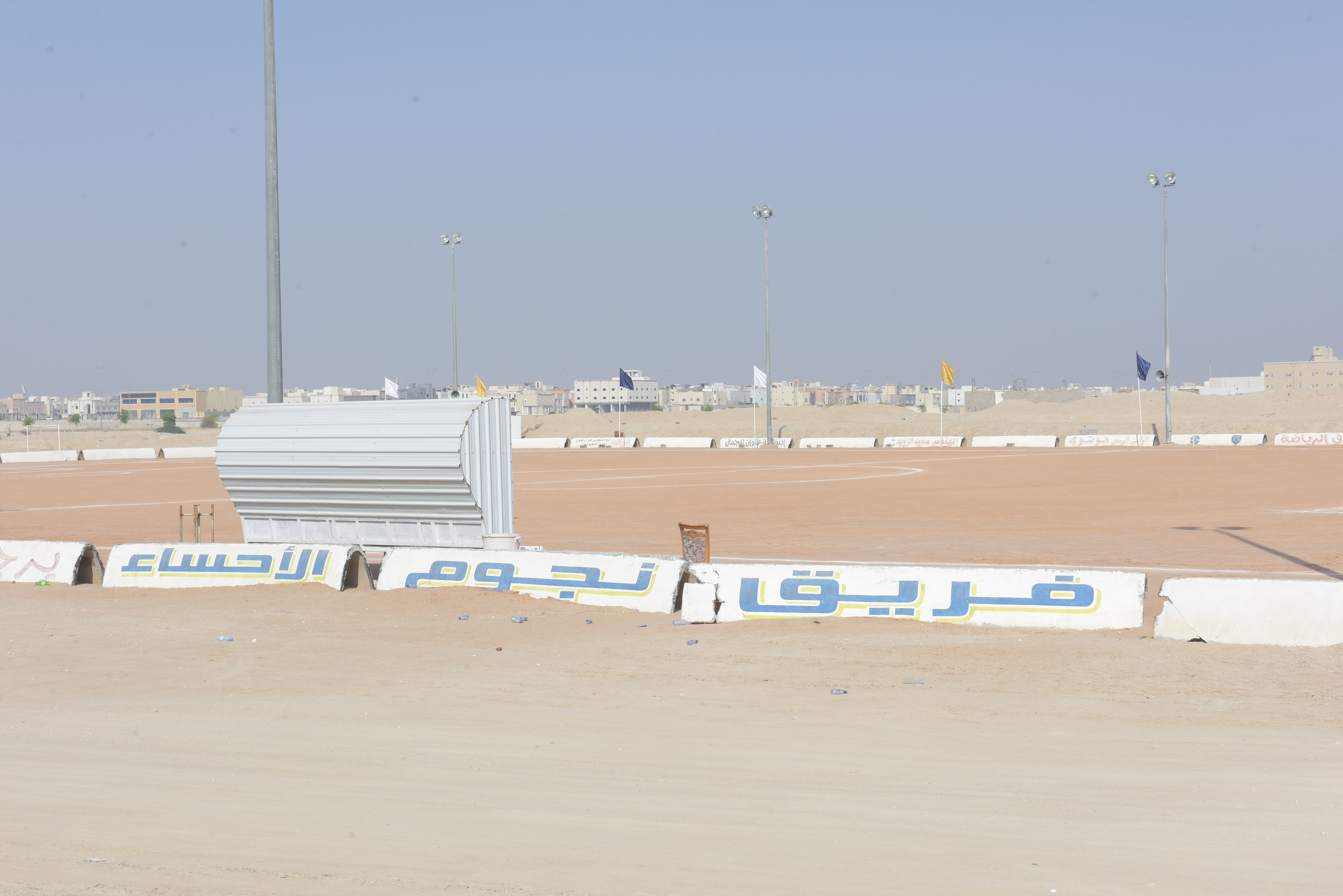
فريق نجوم الاحساء بالمحدود

يتميز الحي بكثرة فرق الحواري؛ نظرا لاتساع رقعته الجغرافية وعدد سكانه، وأهم الفرق الموجودة فيه:
1. فريق الولاية وهو أقدم فريق في حي المحدود
2. فريق كاظمة
3. فريق القلعة
4. فريق صفور المحدود
5. فريق الساحل
6. فريق نجوم الأحساء، وهو فريق مكتمل الخدمات من إنارة ونظام صوت ومدرجات
7. فريق الليث

أبرز لاعبي فرق الحواري هم:
1. نوح الموسى: الولاية – الفتح – الأهلي – المنتخب السعودي
2. علي الحسن: الولاية – الفتح – النصر – المنتخب الأولومبي
3. بندر السماعيل: الولاية – هجر – المنتخب السعودي فئات سنية
4. يوسف العطاء: الساحل –الجيل – المنتخب السعودي فئات سنية

### الحدائق العامة

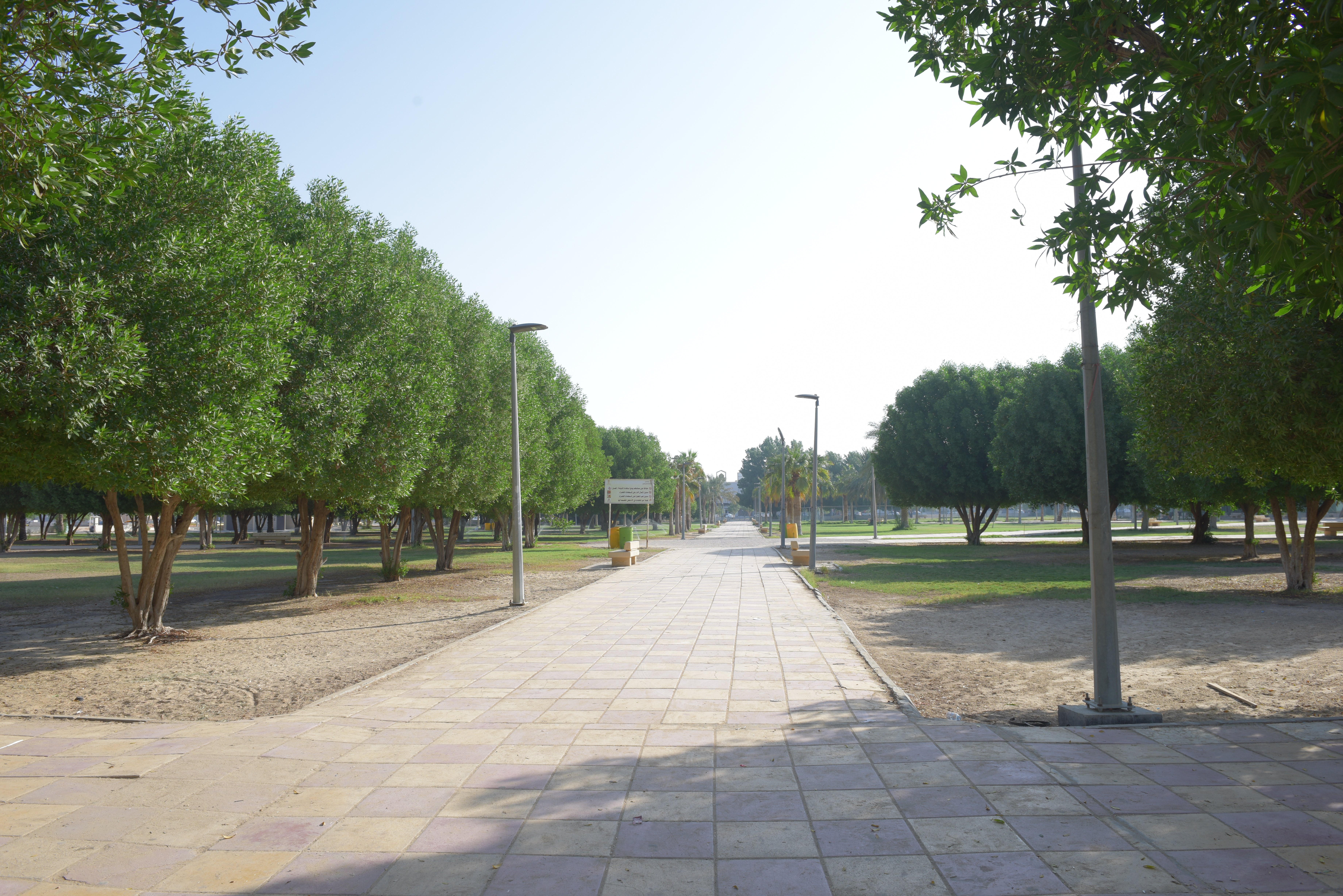
حديقة حي الملك فهد بالمحدود

توجد في حي المحدود 15 قطعة أرض مخصصة للحدائق العامة بمساحة 115483 م2، حسب المخطط الصادر من أمانة الأحساء، وقد أنشأت الأمانة حديقتين فقط واحدة في منطقة (ب) تسمى حديقة حي الملك فهد. والثانية في منطقة (أ)، وتشتمل الحديقتين على نخيل وأشجار منوعة، وإضاءة، ومرافق صحية وألعاب أطفال.
الممشى
يوجد بالحي ممشى بطول 2 كم ويقع في الضلع الجنوبي، مزود بالإنارة وأشجار النخيل، يمارس فيه أبناء الحي رياضة المشي.

### مبادرات الحي
مبادرة فلنغرسها
أطلق حي المحدود مبادرة فلنغرسها عام 1440 هـ، وذلك في نادي حي الفهد بالمحدود، وهي مبادرة من إعداد وتنسيق أحد سكان الحي وهو الناشط الاجتماعي الأستاذ علي بن أحمد الحداد، بالتعاون مع الجهات ذات العلاقة، وهي المجلس البلدي التابع لأمانة الأحساء والمؤسسة العامة للري، وفريق أغصان التطوعي، وفريق عيون هجر الإعلامي، وتهدف المبادرة إلى زيادة الرقعة النباتية في الحي عن طريق توفير الشتلات والتربة الزراعية، وغرسها في شوارع الحي الرئيسية والفرعية، وأمام (300) منزل، عن طريق فريق عمل تطوعي يقوم بتوصيل الشتلات والتربة الزراعية إلى المنازل وغرسها، بعدما يتم حفر الحوض من قبل صاحب المنزل.

## المدارس

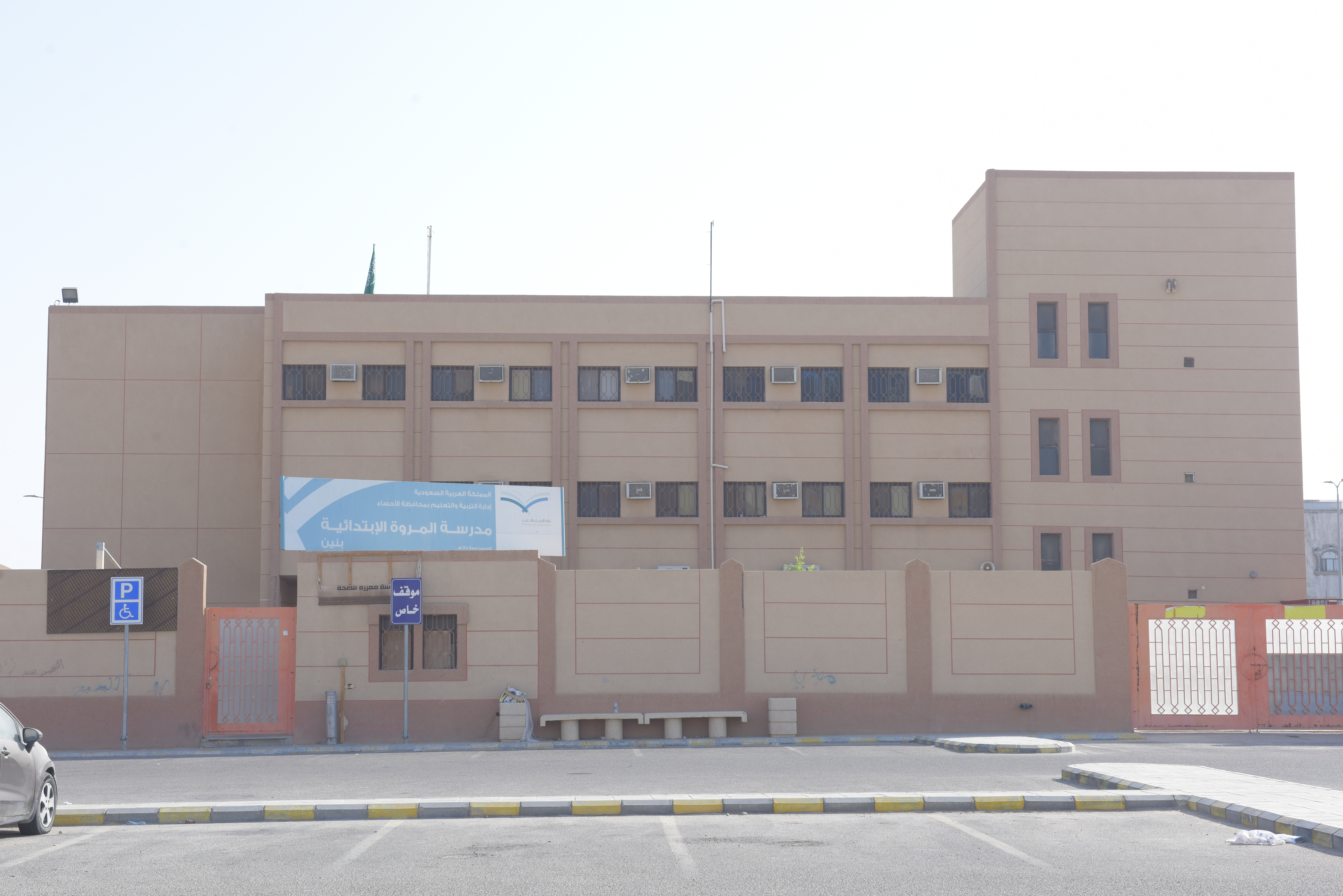

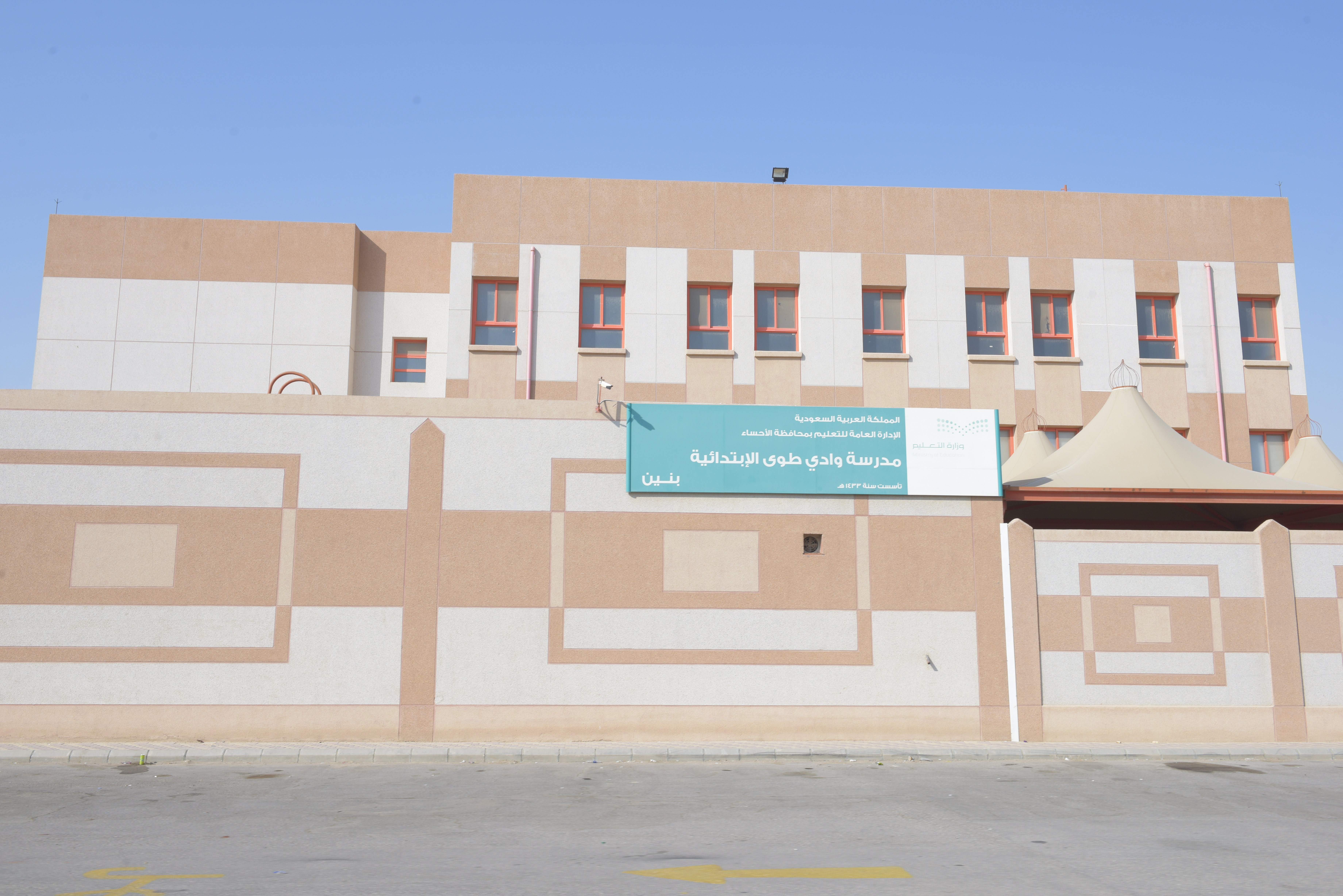

|            | أولاد | بنات |
| ---------- | --- | --- |
| الابتدائية | 1. ابتدائية المروة 2. مدرسة حي الملك فهد 3. ابتدائية وادي طوى 4. ابتدائية الفضل بن عباس 5. ابتدائية فلسطين 6. ابتدائية المباركية | 1. ابتدائية الأربعون 2. ابتدائية السابعة والعشرون 3. ابتدائية الخامسة والثلاثون 4. ابتدائية التربية الفكريه للبنات |
| المتوسطة   | 1. متوسطة حذيفة بن اليمان 2. متوسطة دار الهجرة                                                                                   | 1. المتوسطة الثامنة عشر 2. المتوسطة السادسة والعشرون                                                               |
| الثانوية   | 1. ثانوية عمير بن وهب 2. ثانوية أسد بن الفرات                                                                                    | 1. الثانوية الثالثة                                                                                                |